# 카스텔리나인키안티
카스텔리나인키안티(이탈리아어: Castellina in Chianti)는 이탈리아 토스카나주 시에나도에 있는 코무네다. 피렌체에서 남쪽 35km, 시에나에서 북서쪽 15km 거리에 있다.

## 역사
인류가 이곳에 첫 정착한 것은 에트루리아 시대이며, 로마를 대항해서 전쟁을 벌인 후, 갈리아족의 침입을 받아 파괴된 것으로 보인다.
중세 시대에는 살린골페(Salingolpe)라는 이름으로 알려졌고, 11세기에 토스카나의 마틸데가 이곳을 구이디 가문의 영지로 넘겨주었고, 그후에는 트레비오(Trebbio) 가문의 영지가 되었다. 15세기에는 요새화가 되었는데, 그 당시의 로카(산성)의 유적이 현재 남아있다.